# District de Tuần Giáo
Tuần Giáo est un district rural de la province de Điện Biên dans la région du Nord-ouest du Viêt Nam. 

## Géographie
La superficie du district est de 1 136,29 km2. 
Le chef-lieu du district est Tuần Giáo.